# Avis consultatif de la Cour internationale de justice sur les conséquences juridiques des politiques et pratiques d'Israël dans le territoire palestinien occupé, y compris Jérusalem-Est
Conséquences juridiques découlant des politiques et pratiques d'Israël dans le territoire palestinien occupé, y compris Jérusalem-Est (demande d'avis consultatif) est une procédure devant la Cour internationale de justice (CIJ), découlant d'une résolution adoptée par l'Assemblée générale des Nations unies (AGNU) en décembre 2022, demandant à la Cour de rendre un avis consultatif. En janvier 2023, la CIJ a accusé réception d'une demande d'avis consultatif de l'AGNU sur les conséquences juridiques découlant des politiques et pratiques d'Israël dans le territoire palestinien occupé, y compris Jérusalem-Est. L'ouverture des audiences publiques a eu lieu le lundi 19 février 2024 à La Haye, avec 52 États et trois organisations internationales y participant. Le 19 juillet 2024, La Cour internationale de justice a jugé illégales les annexions de terres et la construction de colonies à Jérusalem-Est et en Cisjordanie et a exigé la fin de ces pratiques « dès que possible ». La Cour a également jugé que l'occupation israélienne de la Cisjordanie constituait un apartheid,.

## Contexte
Un projet de motion préparé par l'État de Palestine est approuvé par la Commission des questions politiques spéciales et de la décolonisation (Quatrième Commission) le 11 novembre 2022, adopté par 98 voix contre 17 et 52 abstentions, et envoyé à l'Assemblée générale. Le Nicaragua présente le projet de résolution car la Palestine n'est pas un membre à part entière de l'ONU.
Le 30 décembre 2022, l'Assemblée générale des Nations unies a adopté la résolution A/RES/77/247 par 87 voix pour, 26 contre et 53 abstentions.
Le 20 janvier 2023, la CIJ a confirmé que "la requête a été transmise à la CIJ par une lettre envoyée par le Secrétaire général des Nations unies, Antonio Guterres, le 17 janvier, et la requête a été enregistrée hier, jeudi".

## La résolution de l'AGNU
Le paragraphe 18 de la résolution demande à la Cour de rendre un avis consultatif sur les questions suivantes :
(a) Quelles sont les conséquences juridiques de la violation continue par Israël du droit du peuple palestinien à l'autodétermination, de son occupation, de sa colonisation et de son annexion prolongées du territoire palestinien occupé depuis 1967, y compris des mesures visant à modifier la composition démographique, le caractère et le statut de la ville sainte de Jérusalem, et de l'adoption par Israël de lois et de mesures discriminatoires en la matière ?
(b) Comment les politiques et pratiques d'Israël mentionnées au paragraphe 18 (a) ci-dessus affectent-elles le statut juridique de l'occupation, et quelles sont les conséquences juridiques qui en découlent pour tous les États et pour l'Organisation des Nations unies ?

## Réactions à la résolution de l'AGNU
Riyad al-Maliki, ministre des Affaires étrangères et des Expatriés de l'État de Palestine, a salué la résolution comme "un succès et une réussite diplomatique et juridique". Al-Maliki a exprimé sa gratitude aux nations qui ont soutenu la résolution en la parrainant et en votant en sa faveur. Il a exhorté les pays qui n'ont pas soutenu la résolution à "adhérer au droit international et à éviter de se placer du mauvais côté de l'histoire". Quelques jours avant le vote final, pour tenter d'empêcher le renvoi du conflit à La Haye, le Premier ministre israélien de l'époque, Yair Lapid, a écrit à 50 pays pour leur demander de ne pas soutenir la résolution à l'Assemblée générale.
L'Organisation de la coopération islamique (OCI) s'est félicitée de l'approbation de la résolution par l'Assemblée générale, "saluant les positions des pays qui l'ont soutenue, ce qui confirme leur engagement envers le droit international et est cohérent avec leur soutien historique à la cause palestinienne"

### France
Bien que la France se soit abstenue à l'Assemblée générale sur la résolution qui demandait l'avis consultatif à la Cour, elle a soumis à la Cour une déclaration d'une vingtaine de pages, dans laquelle elle réaffirme le caractère illégal de la colonisation, rappelle les obligations juridiques de l'occupant dans les territoires occupés, y compris Jérusalem-Est, et note le risque d'une annexion par le fait accompli.

### Israël
Le gouvernement d'Israël aurait présenté des observations à la Cour en faisant valoir que la Cour n'est pas habilitée à statuer sur le conflit israélo-palestinien et que celui-ci devrait plutôt être résolu par des négociations directes entre Israël et l'Autorité palestinienne.

### Palestine
Le 24 juillet 2023, lors d'une réunion à La Haye, le ministre palestinien des Affaires étrangères et des Expatriés, Riyad Al-Malki, a présenté la requête palestinienne.

## Avis consultatif
La CIJ rend son avis le 19 juillet 2024.  Elle conclut que l'occupation des territoires palestiniens par Israël est illégale, qu'Israël doit mettre fin à cette occupation, cesser de créer de nouvelles colonies et évacuer celles déjà établies. Elle conclut en outre que, dans les cas où les Palestiniens ont perdu des terres et des biens à cause de la politique Israélienne, Israël a l'obligation légale de payer des réparations. En ce qui concerne l'interdiction de la ségrégation raciale et de l'apartheid dans la Convention internationale sur l'élimination de toutes les formes de discrimination raciale(CERD), la Cour estime que les lois israéliennes « opèrent une séparation », aux sens physique et juridique, entre les Palestiniens et les colons dans les territoires occupés, en violation de l'article 3 de la CERD.  Elle souligne également que tous les États et les institutions telles que le Conseil de sécurité de l’ONU et l’Assemblée générale des Nations Unies ont l’obligation de ne pas reconnaître l’occupation comme légale ni de « prêter aide ou assistance » au maintien de la présence d’Israël dans les territoires occupés.
Parmi les violations du droit international, la Cour identifie des pratiques telles que les expulsions forcées, les démolitions fréquentes d'habitations et les restrictions de résidence et de mouvement, le transfert et la maintient de colons à Jérusalem-Est et en Cisjordanie, l'absence de protection des Palestiniens contre la violence des colons, les restrictions d'accès à l'eau (en), l'extension de la loi israélienne à la Cisjordanie et à Jérusalem-Est, et l'exploitation par Israël des ressources naturelles des territoires occupés.  Bien qu'elle soulève la question de la politique de séparation d'Israël, notant une distinction entre ségrégation et apartheid, la CIJ ne tranche pas la question de savoir si cette politique relève des dispositions du droit international concernant l'apartheid. Selon certains experts, cette omission pourrait s'expliquer par une volonté d'éviter de fragiliser un large consensus parmi les juges. 

La Cour écrit en outre : 
La Cour considère que les violations, par Israël, de l’interdiction de l’acquisition de territoire par la force et du droit du peuple palestinien à l’autodétermination ont un impact direct sur la licéité de la présence continue d’Israël, en tant que puissance occupante, dans le Territoire palestinien occupé. L’utilisation abusive persistante de sa position en tant que puissance occupante à laquelle Israël se livre en annexant le Territoire palestinien occupé et en imposant un contrôle permanent sur celui-ci, ainsi qu’en privant de manière continue le peuple palestinien de son droit à l’autodétermination, viole des principes fondamentaux du droit international et rend illicite la présence d’Israël dans le Territoire palestinien occupé.
La Cour déclare que le processus de paix israélo-palestinien n'empêche pas le droit international de s'appliquer à la situation. La CIJ ajoute que l'Assemblée générale et le Conseil de sécurité des Nations Unies sont tenus de déterminer la méthode permettant de mettre fin à la présence illégale d'Israël dans les territoires occupés, et que tous les États sont tenus de coopérer à la non-reconnaissance de l'occupation israélienne des territoires occupés. 
L’ONU confirme par la suite que la question sera transmise à l’Assemblée générale des Nations Unies pour déterminer les mesures à prendre.

### Opinions dissidentes

#### Dissidence partielle des juges Tomka, Abraham et Aurescu
Bien que les juges Tomka, Abraham et Aurescu soient d'accord avec plusieurs conclusions de la majorité, ils rejettent la conclusion selon laquelle l'occupation israélienne serait illégale. En effet, selon eux, :
- La Cour aurait dû exclure la bande de Gaza de son analyse. Concédant qu'Israël avait conservé le contrôle des espaces maritimes et aériens et celui des frontières terrestres de Gaza même après la fin de sa présence militaire en 2005, les juges estiment cependant que la CIJ ne disposait pas de suffisamment d'informations à ce sujet pour décider si ces contrôles étaient excessifs par rapport aux préoccupations sécuritaires légitimes d'Israël.
- Les violations des droits des palestiniens en Cisjordanie constatées par la CIJ ne permettent pas, à elles seules, de conclure que l'occupation elle-même(et non seulement les tentatives d'annexation par Israël) est illégale. Tout en reconnaissant que le droit international impose à Israël de mettre fin à l'occupation dès qu'elle n'est plus nécessaire, les juges remettent en doute l'idée qu'Israël pourrait mettre fin à l'occupation de la Cisjordanie « dans les plus brefs délais », sans répercussion significative sur sa sécurité.
- La Cour n'a pas suffisamment pris en compte les accords d'Oslo et certaines résolutions du Conseil de sécurité de l'ONU.

#### Dissidence de la juge Sebutinde
Tout en reconnaissant que la Cour a compétence sur le sujet, la vice-présidente Sebutinde estime que la Cour aurait dû utiliser son pouvoir discrétionnaire pour refuser de donner l'avis réclamé par l'Assemblée Générale sous prétexte que les questions ainsi que la plupart des exposés soumis à la Cour étaient biaisés contre Israël. Elle reproche également à la majorité de n'avoir pas suffisamment tenu compte du contexte historique du conflit israélo-palestinien, allant même jusqu'à remettre en doute l'existence historique de la Palestine, et conclut que le conflit doit se régler par des « négociations entre les parties intéressées »,.

### Votes
| Conclusion | Votes       | Contre                                                      |
| --- | ----------- | ----------------------------------------------------------- |
| La Cour a compétence pour donner l’avis consultatif demandé | 15          | n/a                                                         |
| La Cour accepte de donner suite à la demande d’avis consultatif | 14 contre 1 | Julia Sebutinde                                             |
| La présence continue de l’État d’Israël dans le Territoire palestinien occupé est illicite | 11 contre 4 | Julia Sebutinde, Peter Tomka, Ronny Abraham, Bogdan Aurescu |
| L’État d’Israël est dans l’obligation de mettre fin à sa présence illicite dans le Territoire palestinien occupé dans les plus brefs délais | 11 contre 4 | Julia Sebutinde, Peter Tomka, Ronny Abraham, Bogdan Aurescu |
| L’État d’Israël est dans l’obligation de cesser immédiatement toute nouvelle activité de colonisation, et d’évacuer tous les colons du Territoire palestinien occupé | 14 contre 1 | Julia Sebutinde                                             |
| L’État d’Israël a l’obligation de réparer le préjudice causé à toutes les personnes physiques ou morales concernées dans le Territoire palestinien occupé | 14 contre 1 | Julia Sebutinde                                             |
| Tous les États sont dans l’obligation de ne pas reconnaître comme licite la situation découlant de la présence illicite de l’État d’Israël dans le Territoire palestinien occupé et de ne pas prêter aide ou assistance au maintien de la situation créée par la présence continue de l’État d’Israël dans le Territoire palestinien occupé        | 12 contre 3 | Julia Sebutinde, Ronny Abraham, Bogdan Aurescu              |
| Les organisations internationales, y compris l’Organisation des Nations Unies, sont dans l’obligation de ne pas reconnaître comme licite la situation découlant de la présence illicite de l’État d’Israël dans le Territoire palestinien occupé                                                                                                   | 12 contre 3 | Julia Sebutinde, Ronny Abraham, Bogdan Aurescu              |
| L’Organisation des Nations Unies, et en particulier l’Assemblée générale, qui a sollicité le présent avis, et le Conseil de sécurité, doit examiner quelles modalités précises et mesures supplémentaires sont requises pour mettre fin dans les plus brefs délais à la présence illicite de l’État d’Israël dans le Territoire palestinien occupé | 12 contre 3 | Julia Sebutinde, Ronny Abraham, Bogdan Aurescu              |